# Mijazaki Hajao
Mijazaki Hajao (宮崎 駿; Hepburn: Miyazaki Hayao; Tokió, 1941. január 5. –) kétszeres Oscar-díjas japán rajzfilmkészítő, rendező, forgatókönyvíró és producer, a világ egyik legjelentősebb animációsfilm-stúdiója, a Studio Ghibli társalapítója.

## Élete
1941. január 5-én született Tokióban. A rendező 1985-ben alapította meg Takahata Iszao és Szuzuki Tosio közreműködésével cégét, a Studio Ghiblit.
Legtöbb filmjét saját bevallása szerint gyerekeknek készíti (kivétel: Porco Rosso – A mesterpilóta), ugyanakkor szinte minden filmje a felnőttek számára is nagyon fontos üzeneteket, utalásokat tartalmaz, amelyeket egy gyerek nemigen érthet meg. Legfőbb pozitívumai között van, hogy gyönyörű, egyedi és érdekes képekkel dolgozik. Karaktereinek jelleme mindig kidolgozott, ritkán sorolhatók be egyértelműen gonosznak vagy jónak. Megfogalmazott egy "szabályt", miszerint filmjeiben a számítógépes animáció nem mehet 10% fölé, ezt be is tartja. Sokan a „japán Walt Disney”-ként emlegetik, de ő ezt a titulust nem szereti.
Mijazaki Hajao 2013. szeptember 1-jén jelentette be visszavonulását a Velencei Filmfesztiválon, melyet Hosino Kodzsi, a Studio Ghibli elnöke is megerősített. 2018-ban egy rövidfilmet készített a Studio Ghibli számára, nem sokkal ezután bejelentette, hogy újra rendezni fog. Legújabb filmjét 2023-ban mutatták be: A fiú és a szürke gém a második világháború idején Japánban játszódik.

## Egész estés filmjei
- A fiú és a szürke gém (2023) rendező, forgatókönyvíró
- Szél támad (2013) rendező, forgatókönyvíró
- Ponyo a tengerparti sziklán (2008) rendező, forgatókönyvíró
- A vándorló palota (2004) rendező, forgatókönyvíró
- Chihiro Szellemországban (2001) rendező, forgatókönyvíró
- A vadon hercegnője (1997) rendező, forgatókönyvíró
- A könyvek hercege (1995) forgatókönyvíró, producer
- Porco Rosso – A mesterpilóta (1992) rendező, forgatókönyvíró, vágó
- Yesterday – Vissza a gyerekkorba (1991) executive producer
- Kiki – A boszorkányfutár (1989) rendező, producer, forgatókönyvíró
- Totoro – A varázserdő titka (1988) rendező, forgatókönyvíró
- Laputa – Az égi palota (1986) rendező, forgatókönyvíró, vágó
- Nauszika – A szél harcosai (1984) rendező, forgatókönyvíró
- III. Lupin: Cagliostro kastélya (1979) rendező, forgatókönyvíró (rendezőként első filmje)